# Rhododendron williamsianum
Rhododendron williamsianum ist eine Pflanzenart aus der Gattung der Rhododendren (Rhododendron) in der Familie der Heidekrautgewächse (Ericaceae). Sie ist im südwestlichen China verbreitet.

## Beschreibung

### Erscheinungsbild und Laubblatt

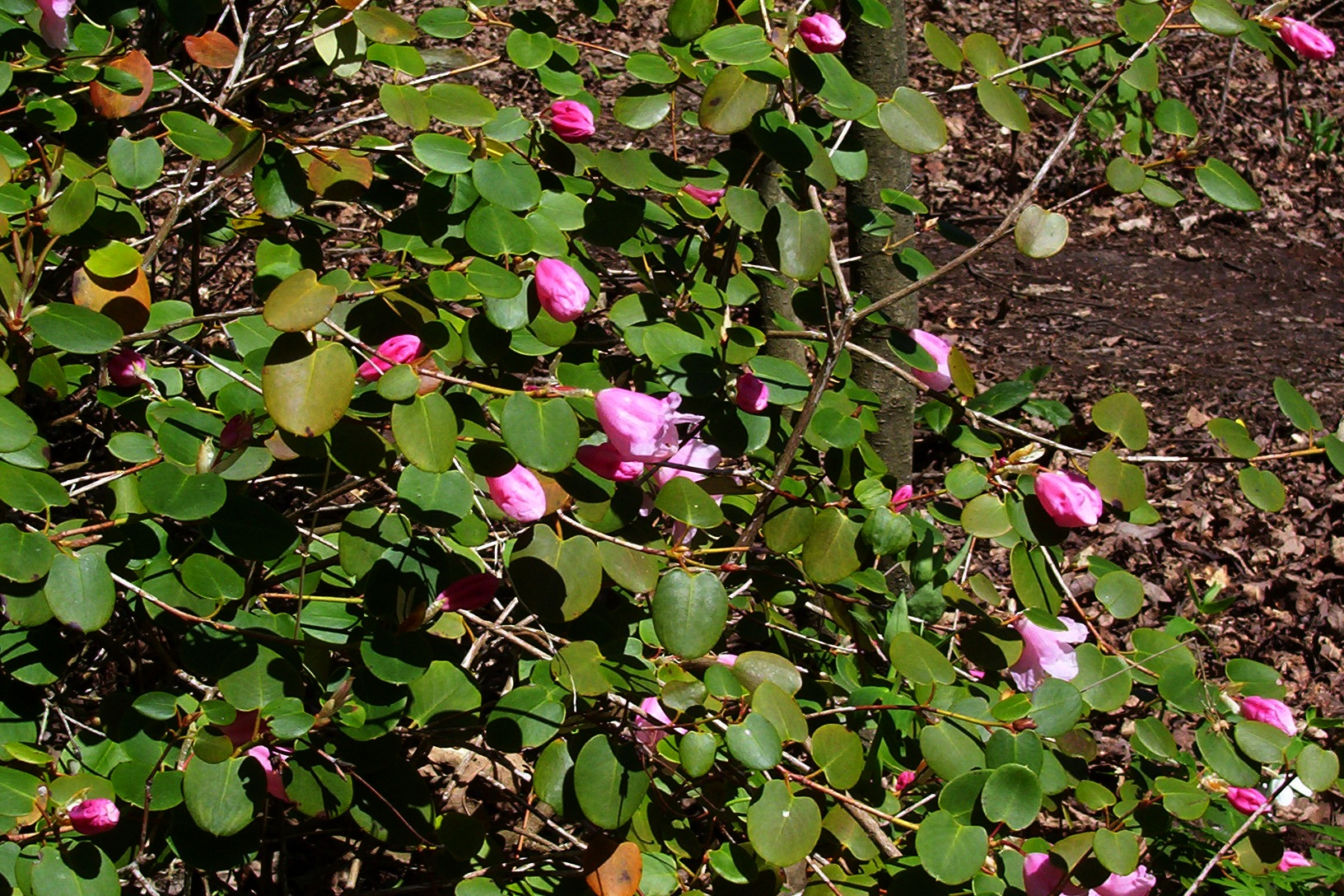
Habitus, Laubblätter und Blüten

Rhododendron williamsianum wächst als immergrüner Strauch, der Wuchshöhen von 1 bis 2 Metern erreichen kann. Ältere Äste besitzen eine kahle, bräunliche Rinde. Die schlanken Zweige mit Durchmessern von 0,3 bis 0,5 Zentimetern besitzen eine Rinde, die anfangs grünlich bis leicht violett ist und einige Drüsen aufweist.
Die wechselständig angeordneten Laubblätter sind in Blattstiel und Blattspreite gegliedert. Der spärlich drüsig behaarte Blattstiel ist 1 bis 1,5 Zentimeter lang und hat eine flache Ober- und eine gerundete Unterseite. Die einfache und ledrige Blattspreite ist mit einer Länge von 2,5 bis 5 Zentimetern und einer Breite von 2 bis 4 Zentimetern breit-eiförmig bis annähernd kreisförmig. Die Spreitenbasis ist herzförmig bis annähernd gerundet, das obere Ende ist gerundet und endet in einer kleinen Spitze. Die Blattoberseite ist kahl und dunkelgrün, die Unterseite ist gräulich-weiß. Auf beiden Blattseiten sind die Mittelrippe sowie die elf bis zwölf Paare an Seitennerven erhaben. Die Blattnervatur ist auf der Blattunterseite deutlich erkennbar.

### Blütenstand und Blüte
Die Blütezeit erstreckt sich im natürlichen Verbreitungsgebiet von April bis Mai. Der doldentraubige Blütenstand enthält zwei bis sechs Blüten. Die 5 bis 8 Millimeter lange Blütenstandsachse ist spärlich drüsig behaart. Der mit langen Drüsenhaaren besetzte, kräftige Blütenstiel ist 2 bis 3 Zentimeter lang.
Die zwittrigen Blüten sind fünf- oder sechszählig mit doppelter Blütenhülle. Die sechs an der Außenseite und den Rändern kurz drüsig behaarten Kelchblätter bilden einen scheibenförmigen Kelch, der in 1 bis 2 Millimeter langen, breit-dreieckigen Kelchzähnen endet. Die fünf oder sechs 3,5 bis 4 Zentimeter langen und 4 bis 4,5 Zentimeter breiten Kronblätter sind breit-glockenförmig verwachsen und rötlich gefärbt. Die annähernd kreisrunden und ausgerandeten Kronlappen sind 1 bis 1,5 Zentimeter lang und etwa 2 Zentimeter breit. Die 10 bis 14 ungleichen Staubblätter werden zwischen 1,8 und 3 Zentimeter lang. Die Staubfäden sind kahl, und die dunkel rötlich-violetten Staubbeutel sind eiförmig. Der kahle Fruchtknoten ist bei einem Durchmesser von etwa 0,5 Zentimetern eiförmig. Der normalerweise kahle Griffel ist mit einer Länge von etwa 3,5 Zentimeter annähernd gleich lang wie die Kronblätter und endet in einer kopfigen Narbe.

### Frucht
Bei Reife sind die kahlen Kapselfrüchte bei einer Länge von 1,5 bis 2,5 Zentimetern und einem Durchmesser von etwa 0,6 Zentimetern zylindrisch. Die Kapselfrüchte reifen in China von August bis September.

## Vorkommen
Das natürliche Verbreitungsgebiet von Rhododendron williamsianum liegt in den chinesischen Provinzen westliches Guizhou, südwestliches Sichuan, nordöstliches Yunnan sowie im südöstlichen Autonomen Gebiet Tibet. Rhododendron williamsianum gedeiht in offenen Wäldern, auf Berghängen und an Felsen in Höhenlagen von 1800 bis 2800 Metern.

## Systematik
Rhododendron williamsianum gehört zur Untersektion Williamsiana aus der Sektion Ponticum in der Untergattung Hymenanthes innerhalb der Gattung Rhododendron.
Die Erstbeschreibung von Rhododendron williamsianum erfolgte 1913 durch Alfred Rehder und Ernest Henry Wilson in Plantae Wilsonianae an enumeration of the woody plants collected in Western China for the Arnold Arboretum of Harvard University during the years 1907, 1908 and 1910 by E.H. Wilson edited by Charles Sprague Sargent, Band 1, Seite 538.

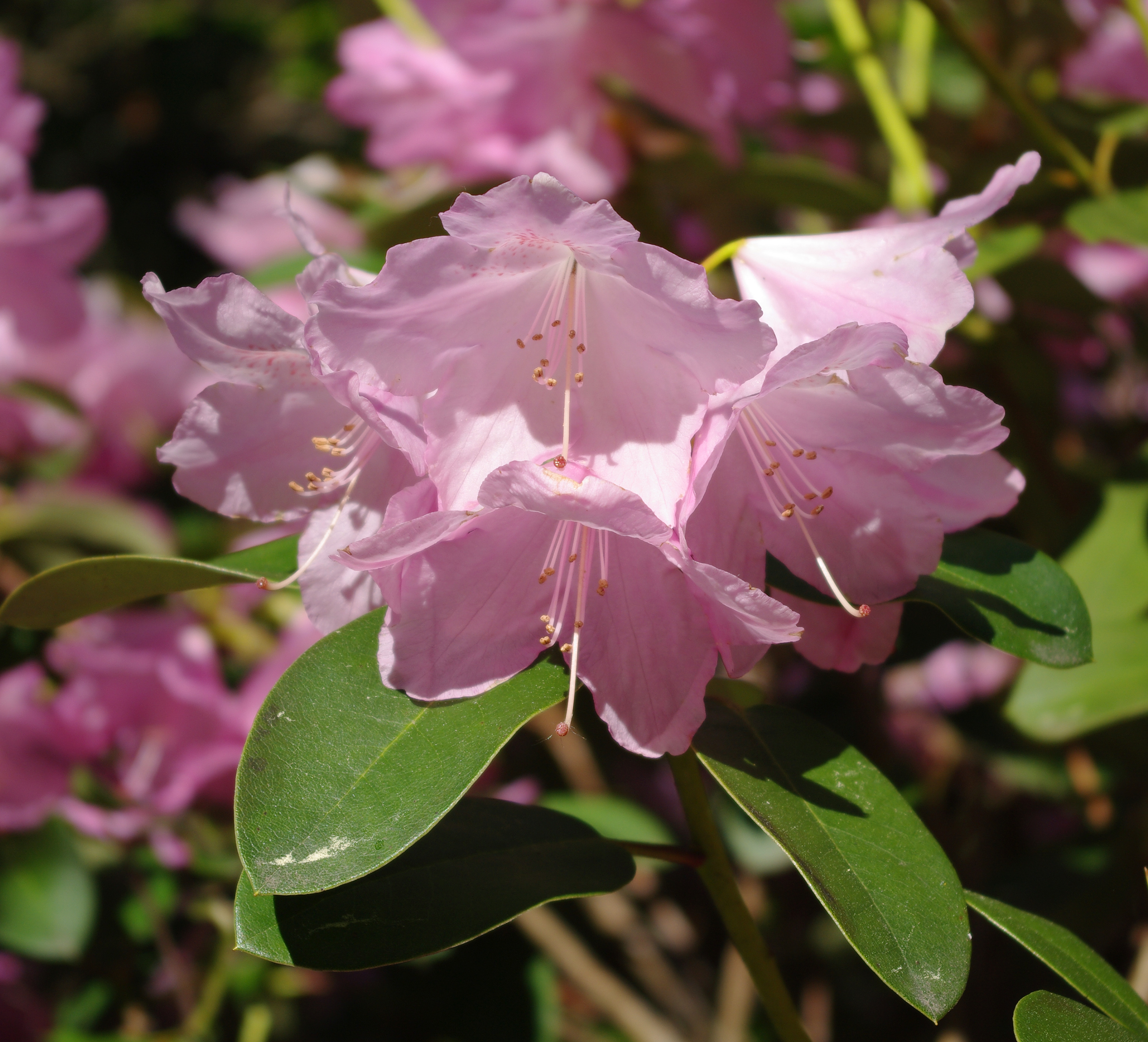
Rhododendron williamsianum-Hybride

## Nutzung
Sorten von Rhododendron williamsianum werden in den gemäßigten Breiten als Zierpflanze in Parks und Gärten verwendet.
Rhododendron williamsianum ist an vielen Hybriden mit anderen Arten beteiligt.